# کلاودیو جووانزی
کلاودیو جووانزی (ایتالیایی: Claudio Giovannesi؛ زادهٔ ۲۰ مارس ۱۹۷۸) کارگردان فیلم و فیلم‌نامه‌نویس اهل ایتالیا است. وی دانش‌آموختهٔ دانشگاه ساپینزای رم است.
از فیلم‌ها یا مجموعه‌های تلویزیونی که وی در آن‌ها نقش داشته است، می‌توان به گومورا و گل اشاره نمود. 
وی در سال ۲۰۱۲ برندهٔ جایزهٔ هیئت ویژهٔ داوران در جشنواره فیلم رم شد و در سال ۲۰۱۶ فیلم گل به کارگردانی او در بخش دو هفته کارگردانان در جشنواره فیلم کن ۲۰۱۶ اکران شد.